# تاج‌خروسیان
تاج‌خروسیان نام یکی از تیره‌ها از گیاهان گلدار از راسته میخک‌سانان است.
گیاهان این تیره با شکل‌های رویشی متفاوت و گُل‌پوش یک‌ردیفه و رویان نعل‌اسبی یا حلقوی هستند.